# Albert Mehrabian
Albert Mehrabian (1939) è uno psicologo statunitense di origine armena nato in Iran, attualmente docente presso la UCLA, è famoso per le sue pubblicazioni sull'importanza degli elementi non verbali nella comunicazione faccia a faccia.

## Descrizione
Secondo un suo studio del 1967 il linguaggio del corpo (non verbale) influirebbe nei confronti dell'interlocutore per il 55%, la voce (paraverbale) per il 38%, mentre il contenuto (verbale) solamente per il 7%. Questa in realtà è stata una distorsione degli studi di Mehrabian, ripresa e riproposta da una serie di voci esterne come quella della PNL. Lo stesso Mehrabian ebbe a dire:
Mehrabian cercò sempre di sfatare questo mito, con grande disappunto per l'uso strumentale e inadeguato delle sue ricerche. Ad esempio, in una comunicazione personale inviata nel 2002 a Max Atkinson, consulente e ricercatore nell'ambito della comunicazione, riferì: